# Tây Kinh tạp ký
Tây Kinh tạp ký (phồn thể: 西京雜記; giản thể: 西京杂记), được dịch sang tiếng Anh là Những ghi chép tạp lục về Kinh đô phía Tây, là tập truyện cổ Trung Quốc không rõ tác giả, gồm tổng cộng 129 mẩu chuyện, mỗi mẩu truyện ngắn chỉ vài chục chữ, dài nhất cũng không quá hơn một ngàn chữ, phần lớn diễn ra tại Trường An, kinh đô của triều Tây Hán. Tương truyền là do Cát Hồng thời Đông Tấn biên soạn, cũng có thuyết cho rằng do Lưu Hâm thời nhà Hán viết. Mặc dù những mẩu chuyện trong tập sách được cho là có niên đại từ cuối thời Tây Hán, nhưng phần lớn học giả hiện đại cho rằng đây là một tác phẩm có niên đại muộn hơn, không sớm hơn thế kỷ 3, và những mẩu chuyện này đều được bổ sung thêm trong thế kỷ 4 và các thời kỳ sau đó.

## Tổng quan
Sử gia Cố Hiệt Cương trong cuốn Nhập môn sử học Trung Quốc đã chỉ ra rằng: “Quyển Tây Kinh tạp ký này kể lại nhiều câu chuyện thời Hán. Tác giả của sách là ai thì chưa có kết luận chính xác. Có người cho là Lưu Hâm đời Hán, cũng có người nói là Cát Hồng đời Tấn.” “Tây Kinh” trong tựa sách này là để chỉ kinh đô Trường An thời Hán. Riêng giới học giả Trung Quốc hiện nay cho rằng sách này thực tế là do người thời Lục triều làm giả, chủ yếu thuật chuyện lạ lưu truyền xưa nay, đời sau gọi là dã sử, không đáng tin mấy.
Toàn bộ cuốn sách vốn có hai quyển mà nay thành ra sáu quyển là do người thời Tống chia ra. Nội dung trong Tây Kinh tạp ký khá phong phú, ghi chép chủ yếu là những giai thoại ít người biết đến, phong tục thời thượng, những nhân vật kỳ lạ, tài nghệ đặc biệt thời Tây Hán. Ví dụ như: Triệu Đà, vua Nam Việt, dâng cây san hô từ đảo Nam Hải lên Trường An; Vương Chiêu Quân không muốn hối lộ họa sĩ nên bị gả sang Hung Nô; Trác Văn Quân sáng tác bài thơ Bạch đầu ngâm; mỗi năm vào ngày mùng 4 tháng 8, Thích phu nhân đều cùng Lưu Bang chơi cờ vây… đều được chép lại trong sách này.
Theo Lỗ Tấn thì những sự việc mà Tây Kinh tạp ký ghi chép thì đúng như lời tựa của Hoàng Tĩnh Lăng nói: "Đại khái có bốn điều sau đây: vụn vặt thô bỉ đáng lược đi, tản mạn không có một ý chính trung tâm nào lại còn mơ hồ tối tăm khó có bằng chứng, xúc phạm đến những điều kiêng kỵ cần tránh." Nhưng nhận xét của họ Hoàng là bàn về xử sự, còn nói về văn chương trong các tiểu thuyết cổ thì Lỗ Tấn công nhận rằng ý nghĩa và lời văn của sách này cũng khá hay và có phần độc đáo nữa.

## Hình ảnh
- Bìa của một ấn bản in thời Minh bộ Tây Kinh tạp ký
- Các trang từ một ấn bản in của Tây Kinh tạp ký